# Galerina steglichii
Galerina steglichii är en svampart som beskrevs av Besl 1993. Galerina steglichii ingår i släktet Galerina och familjen Strophariaceae.   Inga underarter finns listade i Catalogue of Life.